# Paul Ludvig Landsberg
Paul Ludvig Landsberg, född 1679 i Stockholm, död 1724 i Göteborg, var en svensk ingenjör, militär, dekorationsmålare och gravör.
Han var son till gördelmakaren Paul Zapff och Juliana Landsberg och gift med Madelaine Lombart samt far till Pierre Landsberg. Han var under fyra års tid på 1690-talet i lära för en stockholmsmålare och var därefter verksam 1696-1700 som medhjälpare till Evrard Chauveau vid dekoreringen av Drottningholms slott. Han var bosatt i Amsterdam 1718-1723 där han var löjtnant i den nederländska fortifikationen. Han var under en period kapten i Fransk tjänst. Han och hans familj lämnade Amsterdam 1723 för att bosätta sig i Sverige, men han avled under hemresan i Göteborg. 